# Fantastic Baby
„Fantastic Baby” – singel południowokoreańskiej grupy Big Bang, wydany cyfrowo 29 lutego 2012 roku przez YG Entertainment. Promował piąty koreański minialbum Alive. Utwór sprzedał się w liczbie 4 018 928 egzemplarzy w Korei Południowej (stan na 29.09.2016).

## Odbiór
Był to jeden z najczęściej oglądanych na YouTube teledysków K-popowych w 2012 roku, pojawił się w artykule w brytyjskiej gazecie „The Guardian”.
27 marca 2014 roku oficjalny teledysk do „Fantastic Baby” na YouTube osiągnął ponad 100 milionów odsłon, czyniąc Big Bang czwartym koreańskim artystą, który tego dokonał (po Gangnam Style i Gentleman PSYa oraz Gee Girls’ Generation) i pierwszym boysbandem.
Stacja Arirang TV nazwała piosenkę jednym z „mega hitów” Big Bangu. Kevin Perry z brytyjskiego magazynu „NME” napisał, że teledysk ukazał członków boysbandu noszących ekstrawaganckie kostiumy, a „boom shakalaka” w refrenie przypomina słuchaczom muzykę zespołu Sly and the Family Stone. „The Daily Telegraph” polecił swoim czytelnikom, aby przesłuchali „Fantastic Baby”, „którego teledysk konkuruje z Lady Gagą pod względem modowej ekscentryczności i przesady”. „Vancouver Sun” napisał, że utwór „jest bez wątpienia jednym z najbardziej kolorowych i zakręconych popowych teledysków (...), łączy stylu sztuki RPG, rynsztunku, elementy steampunku i ulicznego popu”. „Billboard” uznał piosenkę za „pierwszą, która przekroczyła granice międzynarodowe ze swoim ówcześnie przełomowym stylem EDM”.

## Lista utworów
| Nr | Tytuł            | Słowa                  | Kompozycja      | Aranżacja | Czas |
| -- | ---------------- | ---------------------- | --------------- | --------- | ---- |
| 1. | "Fantastic Baby" | G-Dragon, T.O.P, Teddy | G-Dragon, Teddy | Teddy     | 3:51 |

## Notowania
| Kraj             | Lista                           | Najwyższa pozycja |
| ---------------- | ------------------------------- | ----------------- |
| Korea Południowa | Gaon Weekly Digital Chart       | 3                 |
| Korea Południowa | Gaon Monthly Digital Chart      | 1                 |
| Korea Południowa | Gaon Yearly Digital Chart       | 5                 |
| Korea Południowa | Gaon Weekly Download Chart      | 2                 |
| Korea Południowa | Gaon Monthly Download Chart     | 2                 |
| Korea Południowa | Gaon Yearly Download Chart      | 5                 |
| Korea Południowa | Gaon Weekly Streaming Chart     | 2                 |
| Korea Południowa | Gaon Yearly Streaming Chart     | 6                 |
| Korea Południowa | Billboard K-Pop Hot 100         | 8                 |
| Japonia          | Japan Hot 100                   | 8                 |
| USA              | Billboard World Digital Singles | 3                 |

## Nagrody
- 2012: Cyworld Digital Music Awards: Piosenka Miesiąca (Marzec) – wygrana[21]
- 2012: Mnet Asian Music Awards:
  - Artysta Roku – wygrana[21]
  - Najlepsza Męska Grupa – wygrana[21]
- 2013: MTV Video Music Awards Japan: Best Dance Video – wygrana[21]
- 2013: Gaon Chart K-Pop Awards: Piosenka Miesiąca (Marzec) – wygrana[21]